# 増井徳男
増井 徳男（ますい とくお、1915年（大正4年）6月21日 - 2001年（平成13年））は、日本の実業家である。

## 経歴・人物
高級果物店（紀ノ国屋の前身）を経営する増井浅次郎の子として東京の青山に生まれる。後に東京府立第一中学校（現在の東京都立日比谷高等学校）に入学するが、家業に専念するため中退した。しかし第二次世界大戦中の物資統制令によって高級品の販売が制限されたことにより休業せざるを得なくなり、後に東京大空襲によって当店は戦災で失う。戦後の1949年（昭和24年）に同地で同店を再建し、アメリカ軍内の商店であるPX（酒保）をヒントにスーパーマーケットの開店することを計画した。
1953年（昭和28年）には日本で初の高級食料品セルフ式スーパーマーケットである「紀ノ国屋」（1976年（昭和51年）に「紀ノ国屋インターナショナル」に改称）が北青山で開店され、当時珍しかったガラスの窓が使用された建物やキャッシュレジスターおよびショッピングカート、クラフト紙の紙袋を導入する等当時の日本の小売店では近代的で画期的なアイデアを生み出す。しかし開店当初の客は大半が在日アメリカ人であったため、増井はさらにインストアベーカリーの開設や世界各国から輸入されたナチュラルチーズおよび健康に配慮し自身が吟味した調味料の販売の開始に携わった。これによって日本人の客も徐々に増加し店舗拡大や業績向上に貢献し、1974年（昭和49年）には子会社である紀ノ国屋ミートセンターの設立にも携わった。没後は多磨霊園に埋葬された。

## 栄典
- 藍綬褒章 - 1975年（昭和50年）受章[2]。